# Hawd
Hawd (arabiska: هود) är en region i den självutropade men icke erkända staten Somaliland i östra Afrika. Hawd-regionen bildades efter beslut av Somalilands president, Dahir Riyale Kahin, 15 maj 2008.
Huvudorten heter Baligubadle.